# 片倉景綱
片倉景綱（1557年—1615年12月4日）是日本戰國時代至江戶時代前期的武將。伊達氏家臣。伊達政宗的近習，後來擔任軍師。仙台藩片倉氏初代，通稱「小十郎」為片倉世襲的當家名稱。父親是置賜郡永井庄八幡神社（今成島八幡神社）的神職片倉景重。
異父同母的姐姐喜多是政宗的乳母。而鬼庭綱元（喜多同父異母的弟弟）是義理上的兄長。

## 生涯
弘治3年（1557年）出生，為家中次男。年幼時，雙親相繼死去，由姐姐喜多代母職養育他，不久後，以養子身份被送到親戚藤田家中，不過因為藤田家中誕下男子，遂回到喜多身邊，兩人再次一起生活。喜多精通文武兩道，又喜好兵書，景綱自小也受其薰陶。
永祿10年（1567年），主君伊達輝宗誕下嫡子政宗後，姐姐喜多被任命為政宗的乳母。天正初年期間，伊達家城下的米澤發生大火，此時景綱的活躍得到承認，於是始以小姓的身份服侍輝宗。天正3年（1575年），受遠藤基信推薦，景綱成為政宗的近侍。
此後，參與天正13年（1585年）的人取橋之戰、天正16年（1588年）的郡山合戰、天正17年（1589年）的摺上原之戰、天正18年（1590年）的小田原征伐、文祿2年（1593年）的文祿慶長之役、慶長5年（1600年）的關原之戰等大部份政宗參與的主要戰役，數度化解主家的危機。其中，在小田原征伐之際，建議政宗應加入豐臣秀吉一方參戰，令政宗因此決定前往小田原參戰。
此外還被任命為城代，曾擔任安達郡二本松城的在番、信夫郡大森城城主，在奧州仕置後，被任命為佐沼城城主、亘理城城主等。亦擔當伊達氏對外交渉的取次（類似代理人的角色），政宗發出的外交文書中，多數還會附上景綱的副狀。
關原之戰後的慶長7年（1602年），主君政宗成為仙台藩主後，雖然德川幕府頒佈一國一城令，但片倉家被允許破例成為白石城1万3千石的城主，但因為生病，於是景綱在亘理領內的神宮寺村療養，慶長10年（1605年）春天，移至白石城。
慶長19年（1614年）開始的大坂之陣時發病，無法跟隨政宗參戰，於是命令兒子重長代他參戰。元和元年（1615年）病逝，享年59歲。家督由兒子重長（重綱）繼承。

## 人物
- 在伊達家中，與「武之伊達成實」（武の伊達成実）並稱，被稱為「智之片倉景綱」（智の片倉景綱）。一説指擅長劍術，亦曾擔任政宗年幼時的劍術指導等，因此被認為是智勇兼備的武將。另外據說亦是相當厲害的吹笛高手。

- 在內政、戰時亦有謀略，以優秀的計策支持政宗，政宗亦多數會直接採納。

- 在妻子懷了重長時，據說因為忌憚當時主君政宗還沒有子嗣，所以企圖殺害自己的兒子，不過後來因為政宗極力反對景綱並極力說服而無事。

- 才能連當時的天下人關白豐臣秀吉都有著極高評價。在奧州仕置時，秀吉希望景綱成為自己的直臣，於是打算立景綱為三春藩5万石大名，不過景綱因為只想做伊達家臣貫徹對政宗的忠義而辭退。

- 晩年非常肥胖。根據『伊達家世臣家譜』記載，在慶長7年（1602年），政宗因為「年長後肥胖的身體已經不適合重型鎧甲吧」（年を取って太ったその体では重い鎧は身に合わないであろう）而下賜較輕的鎧甲。從症狀推測，被認為是患了糖尿病。

- 死後，據說有6名家臣為其殉死。

## 逸話
- 政宗在人取橋之戰中，因為過於深入追擊敵兵，反遭敵兵包圍。這時片倉以「我就是大將伊達政宗，政宗在此，來取我首級。」（やあやあ殊勝なり、政宗ここに後見致す）以自己是伊達政宗來騙取敵兵的攻擊，以此拯救政宗。

- 政宗在小時候因為天花使得右眼失去視力，病後患病的眼球卻從眼窩突出，這樣的醜貌使得政宗有著大大的卑劣感和沉默的性格。景綱為了導正政宗的性格，於是將政宗拉到侍醫所在的房間，親手抱住政宗的頭，並以短刀一口氣挑出政宗的右眼球。此後，政宗從陰暗的性格，轉變成有活力並且精進於文武兩道的少年。

- 在其他逸話中，擔任劍術指南時向政宗問道「在戰場中，如果右眼被找到的話，怎麼辦」（戦場でその右眼をつかまれたらどうする），此時政宗拔出脇差並刺入右眼中，命令景綱把其挑出。

- 在政宗所寫的信中，有簡略固有名詞的習慣（例如把田村寫為「田」、相馬寫為「相」等），給景綱的信中亦簡寫成「片小」（かた小）。當景綱把家督讓給兒子重長後，重長亦繼承了「小十郎」之名，而政宗給重長的信中，把他的名字簡寫成「片備」（かた備）（片倉備中守的簡寫）。

- 慶長5年（1600年），政宗要在相馬領地留宿，在此的前日，迎接政宗的景綱率領7百至8百士兵進入現今南相馬市鹿島區（日语：鹿島区），並在該地留宿。此時景綱與相馬盛胤的付家老加藤左近會談，希望可以勸導政宗加入德川一方，左近對此答應。（『奧相茶話記』）

- 慶長5年（1600年），當越後上杉氏侵入最上氏領內時，最上家向政宗求援，片倉進言「不用馬上去救援，趁他們兩軍交戰，達到最疲勞的階段時攻入，則一定能消滅上杉軍」（すぐに救援には赴かず、両軍入り乱れ、疲労が極みに達した段階で攻め入り、上杉勢を完膚なきまで叩くべし）。從作戰方面來看相當合理，但這時政宗因為擔心住在山形城的母親保春院的安全，於是退回了這套戰略。

- 片倉家直到明治時代為止，11代都管治白石之地。現今白石市的市章「黑釣鐘」，是景綱的姐姐喜多決定使用的旗指物紋章。在仙台藩中，片倉氏的家格是御一家，慶安4年（1651年）12月1日，在兒子重長時期被列入。

- 嫡男重長在大坂夏之陣中的道明寺之戰中，殺死後藤基次等人，並多次奮戰，於是有「鬼之小十郎」（鬼の小十郎）的異名。而重長的兒子景長（日语：片倉景長）亦以「小十郎」為名，在伊達騷動（日语：伊達騒動）中，支持年幼的主君綱村。於是代代仕於伊達氏的「片倉小十郎」名號，以後就被稱為伊達家忠臣之鑑。

## 肖像畫
景綱在生前或死後亦沒有立即制作肖像或肖像畫。最舊的肖像畫已經是在明治時代所畫、被收藏於仙台市博物館中的畫。關於景綱所着用的甲冑，因為在畫下肖像時，已經沒有現存的實物，因此是想像出來的。

## 登場作品
小說
- 片倉小十郎景綱－奧州霸者伊達政宗的輔佐（PHP研究所、近衛龍春（日语：近衛龍春）著）
- 片倉小十郎景綱－獨眼龍的名參謀（學研、江宮隆之（日语：江宮隆之）著）
- 伊達政宗與片倉小十郎（新人物往來社（日语：新人物往来社）、飯田勝彥著）
- 名參謀 片倉小十郎（新人物往來社、飯田勝彥著）

影視劇
- 獨眼龍政宗（1942年、大映、演：月形龍之介）
- 獨眼龍政宗（1959年、東映、演：岡田英次）
- 獨眼龍政宗（1987年、NHK大河劇、演：西鄉輝彥）
- 風雲!真田幸村（日语：風雲!真田幸村）（1989年、TX、演：田中弘史）
- 獨眼龍的野望 伊達政宗（1993年、ANB、演：夏八木勳（日语：夏八木勲））
- 愛與野望的獨眼龍 伊達政宗（1995年、TBS、演：石立鐵男（日语：石立鉄男））
- 天地人（2009年、NHK大河劇、演：曾根悠多（日语：曽根悠多））
- 臥龍之天 伊達政宗：被喚為獨眼龍的男人（2013年、BS-TBS、演：榎木孝明）
- 真田丸（2016年、NHK大河劇、演：吉田朝（日语：ヨシダ朝））

漫畫
- 政宗樣與景綱君（LEED社（日语：きリイド社）、重野直樹（日语：重野なおき）作）
- 伊達之鬼 軍師片倉小十郎（新潮社、田中克樹（日语：田中克樹）作）

遊戲
- 戰國無雙系列 &無雙OROCHI系列（配音：竹内良太）
- 戰國BASARA系列（Capcom，配音：森川智之）

## 外部連結
- 武家家伝＿片倉氏 （页面存档备份，存于）